# Numeronym
Ein Numeronym ist ein Wort, welches mindestens eine Nummer enthält. In den meisten Fällen handelt es sich dabei um einen Sonderfall der Abkürzung.

## Wortbildung
Einige Numeronyme werden gebildet, indem die Buchstaben zwischen dem ersten und letzten Buchstaben eines Wortes durch deren Anzahl numerisch substituiert werden. Nach Tex Texin war das erste Symbol dieser Art „S12n“: der E-Mail-Name, der um 1985 dem Angestellten von Digital Equipment Corporation (DEC) Jan Scherpenhuizen gegeben wurde, da sein Nachname zu lang war, um ein Account-Name zu sein. Die Verwendung solcher Abkürzungen wurde bald Teil der Unternehmenskultur von DEC.
Zur Bildung von Numeronymen können auch Worte bzw. Wortteile durch Nummern, deren Aussprache homophonisch ist, ersetzt werden. So wird im Englischen die Ziffer 2 für das Wort „to“ (deutsch zu) verwendet, z. B. Free2Play für Free-to-play.

## Beispiele
- 08/15 – Redewendung
- 3M – amerikanischer Konzern
- 9/11 – Terroranschläge am 11. September 2001
- 11-M – Madrider Zuganschläge am 11. März 2004
- 1312 – A.C.A.B.
- 24/7 – ständige Verfügbarkeit einer Dienstleistung oder einer Maschine
- A11y – Accessibility
- B2B – Business-to-Business
- C3 – u. a. Chaos Communication Congress
- C-3PO – Figur aus Star Wars
- CR7 – der portugiesische Fußballspieler Cristiano Ronaldo
- E³ – Electronic Entertainment Expo
- E15 – u. a. Eyjafjallajökull, Vulkan in Island
- F2P – Free-to-play
- HW4 – der deutsche Fußballspieler Heiko Westermann
- K8s – Kubernetes
- i18n – Internationalisierung in der Softwareentwicklung (englisch internationalization)[2]
- L10n – Lokalisierung in der Softwareentwicklung (englisch localization)
- IN2P3 – Institut national de physique nucléaire et de physique des particules
- M-19 – u. a. Movimiento 19 de Abril, linksgerichtete kolumbianische Guerilla-Organisation
- O2 Mobilfunkmarke von Telefónica Germany sowie dessen Schwesterunternehmen
- O5 – u. a. österreichische Widerstandsgruppe gegen den Nationalsozialismus
- P2P – u. a. ein Rechnernetz gleichberechtigter Computer
- R2-D2 – Figur aus Star Wars
- RG3 – Robert Griffin III, amerikanischer Profi-Quarterback
- s9y – Serendipity (Software), ein Weblog-Publishing-System
- W3 – u. a. World Wide Web
- Y2K – Jahr 2000, siehe Jahr-2000-Problem
- Y2K38 – Jahr 2038, siehe Jahr-2038-Problem
- B3Kat – Verbunddatenbank des BVB (Bibliotheksverbund Bayern)